# Назаріїв Олекса Теодорович
Олекса Теодорович Назаріїв (19 жовтня 1880, Лубни — не пізніше 1918) — український громадсько-політичний діяч, бібліограф, критик, перекладач.

## Життєпис
Родом з Полтавщини, активний в таємних гімназійних (Прилуки) і студентських (Українська Студентська Громада в Петербурзі) організаціях, член РУП та УСДРП.
У вересні 1903 року виступав на таємному зібранні, організованому РУП під час святкувань з нагоди відкриття пам'ятника Івану Котляревському в Полтаві. Закликав влаштувати на, безпосередньо врочистому відкритті, збройну демонстрацію під червоним прапором.
1908 р. переїхав до Львова, де був бібліотекарем НТШ і співпрацював в українській пресі. 1914 — 18 співробітник Союзу Визволення України.
1918 р. повернувся до підросійської України, де незабаром помер.

## Родина
Батько — Ф. Назаріїв був активним членом УДП та грав помітну роль у суспільному житті Прилук.